# Tomás Picó
Tomás Picó Hormeño (Cáceres, 16 de enero de 1940 - Tarifa, 29 de marzo de 2013) fue un actor de cine y director teatral español.

## Biografía
Debutó en el madrileño Teatro Eslava en 1960 y dos años más tarde formó parte del reparto de la película Canción de juventud (Luis Lucía, 1962), que sirvió para popularizar como niña prodigio a Rocío Dúrcal. Su papel más recordado sería el de Jorge, el novio de una de las hijas en la inolvidable La gran familia (1962) y en La familia y uno más (1965), ambas dirigidas por Fernando Palacios. Curiosamente, Picó también participó en otro de los títulos de esta saga, La familia bien, gracias, que Pedro Masó rodó en 1979.
Durante las décadas de los sesenta y setenta, Tomás Picó ejerció como actor de reparto para el cine comercial y de destape, con apariciones en títulos como Fulanita y sus menganos (Pedro Lazaga, 1976), 'Eróticos juegos de la burguesía' (Michel Vianey, 1977) o 'Cariñosamente infiel' (Javier Aguirre, 1980). En el teatro compartió escenario con José Sacristán, Emilio Gutiérrez Caba o Concha Velasco, e incluso participó en las revistas musicales de Lina Morgan. 
En 2009 se le diagnosticó un linfoma que acabó con su vida el 29 de marzo de 2013 a los 73 años de edad.

## Filmografía
| - La gran familia (1962) - Abuelita Charlestón (1962) - Vacaciones para Ivette (1964) - El halcón del desierto (1965) - La familia y uno más (1965) - Cifrado especial (1966) - El escuadrón de la muerte (1966) - Con el corazón en la garganta (7 pistole per un massacro) (1967) - El próximo otoño (1967) - Los cuatro budas de Kriminal (1968) - Vientos de guerra (Ora X - pattuglia suicida) (1969) - Gradiva (1970) - La cola del escorpión (La coda dello scorpione) (1971) - El sol bajo la tierra (Anda muchacho, spara!) (1971) - Una pareja... distinta (1974) | - Último deseo (1976) - Fulanita y sus menganos (1976) - Hasta que el matrimonio nos separe (1977) - Eróticos juegos de la burguesía (Plus ça va, moins ça va) (1977) - Hombre objeto (1978) - La familia bien, gracias (1979) - Visanteta, estáte quieta (1979) - Los pecados de mamá (1980) - Cariñosamente infiel (1981) - Historia de O (II parte) (1984) - Una espía enamorada (1984) - En penumbra (1987) - La señora del Oriente Express (1989) - Al Andalus, el camino del sol (1989) |